# 존 하글렐감

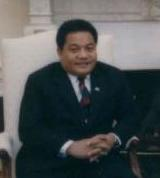

존 하글렐감(영어: John Haglelgam, 1949년 8월 10일 ~ 2024년 9월 12일)은 1987년부터 1991년까지 미크로네시아 연방의 대통령이었다.
그는 야프섬에서 태어났다.